# 磁石屋とチタン男
「磁石屋とチタン男」（じしゃくやとチタンおとこ、原題: Magneto and Titanium Man）は、1975年にウイングスが発表した楽曲。アルバム『ヴィーナス・アンド・マース』収録。

## 概要
ジャマイカでの休暇中に購入して読んだマーベルコミックに誘発されて書かれた曲である。軽快なリズムと分厚いコーラスが特徴。ライヴでは1975年から1976年に演奏され、その様子がライブ盤『ウイングス・オーヴァー・アメリカ』に収録されている。またボズ・スキャッグスの1976年作『シルク・ディグリーズ』に収録された「リド・シャッフル」はこの曲に触発されて作られている。

## 歌詞
この曲には6人の登場人物がいる。
語り手

話し相手
歌詞では二人称で登場する。
5つ星級の犯罪者である女性

マグニートー
マーベルコミック『X-メン』に登場する悪役ミュータント。
チタニウムマン
マーベルコミック『アイアンマン』に登場する悪役。
クリムゾンダイナモ
マーベルコミック『アイアンマン』に登場する戦闘アーマー戦士。
歌詞では「語り手とマグニートー、タイタニウムマンそしてクリムゾンダイナモが、銀行強盗をする」という発想の出所が不明な物語が展開される。サビの終わりで、「話し相手」と「5つ星級の犯罪者である女性」が実は同一人物であることが明かされる。